# Zyta Borkowska
Zyta Maria Borkowska (ur. 8 sierpnia 1936 w Byszwałdzie, zm. 22 sierpnia 2000) – polska szwaczka, poseł na Sejm PRL V kadencji.

## Życiorys
Uzyskała wykształcenie średnie niepełne, z zawodu szwaczka. Była zatrudniona jako brygadzistka szwalni w Lubawskich Zakładach Konfekcji Technicznej. W 1969 uzyskała mandat posła na Sejm PRL z ramienia Polskiej Zjednoczonej Partii Robotniczej w okręgu Iława. Zasiadała w Komisji Drobnej Wytwórczości, Spółdzielczości Pracy i Rzemiosła, Komisji Przemysłu Lekkiego oraz w Komisji Przemysłu Lekkiego, Rzemiosła i Spółdzielczości Pracy. Ponadto sprawowała funkcję sekretarza Sejmu.
Pochowana wraz z mężem Józefem (1928–2002) na cmentarzu parafialnym w Lubawie.